# Буслович, Евгений Леонидович
Евгений Леонидович Буслович (укр. Євген Леонідович Буслович; 26 января 1972, Киев — 15 октября 2007, 38-й километр Житомирского шоссе, Калиновка) — украинский борец вольного стиля, Заслуженный мастер спорта Украины, серебряный призёр Олимпийских игр 2000 года.

## Биография
Евгений Буслович родился 26 января 1972 года в Киеве. Учился в средней школе № 149 Зализнычного района города Киев. Спортом начал заниматься с 1984 года. Воспитанник Александра Омельченко.
Много раз занимал первые места на Чемпионатах Украины по вольной борьбе. На международный уровень вышел впервые в августе 1992 года, заняв пятое место на Чемпионате Европы по борьбе в Секешфехерваре. Далее следовали многочисленные чемпионаты Украины, Европы и мира.
Дважды участвовал в Чемпионате мира по борьбе, заняв в 1998 году шестое, а в 1999 году 25-е место. Два раза, в 1998 и в 2000 годах, занимал третье место на Чемпионате Европы по борьбе. В 1999 году занял второе место на Всемирных армейских играх в Загребе. На Олимпиаде в Сиднее завоевал первую серебряную награду для Украины в вольной борьбе в категории до 58 кг. С 2001 по 2002 и с 2004 по 2007 год успешно сражался за германские клубы «KSV Köllerbach», «KG Greiz / Mohlsdorf» и «KSV Witten 07».
Большой спорт оставил в 2004 году. Работал впоследствии тренером в спортивном обществе «Гарт».
15 октября 2007 года Евгений Буслович трагически погиб во время вечерней пробежки: на 38-м километре Житомирского шоссе он был насмерть сбит микроавтобусом, который следовал из Киева в Ровно. Оставил жену Анжелу и двоих детей: 11-летнюю дочь Анжелику и 7-летнего сына Артема. Похоронен в селе Колонщина Макаровского района Киевской области.

## Государственные награды и поощрения
- Орден «За заслуги» ІІІ степени (6 октября 2000 года)[4]
- Почётная грамота Кабинета министров Украины (27 ноября 2002 года)[5]
- Государственная стипендия (13 апреля 2005 года)[6]

## Увековечение памяти
С 2008 года в память о Евгении Бусловиче проводится Всеукраинский турнир по вольной борьбе среди юношей.
- I Всеукраинский турнир по вольной борьбе среди юношей памяти Е. Л. Бусловича (Киев, декабрь 2008 года)[7]
- II Всеукраинский турнир по вольной борьбе среди юношей памяти Е. Л. Бусловича (2009 год)
- III Всеукраинский турнир по вольной борьбе среди юношей памяти Е. Л. Бусловича (Киев, декабрь 2010 года)[8]
- IV Всеукраинский турнир по вольной борьбе среди юношей памяти Е. Л. Бусловича (Киев, 17 декабря 2011 года)[9][10]
- V Всеукраинский турнии по вольной борьбе среди юношей памяти Е. Л. Бусловича (Киев, 2012 год)
- VI всеукраинский турнир по вольной борьбе среди юношей памяти Е. Л. Бусловича (Киев, 2013 год)

## Видео
- Финальная схватка на Олимпиаде 2000 Архивная копия от 11 апреля 2016 на Wayback Machine